# إستر إبستاين
إستر إبستاين (بالإنجليزية: Esther Epstein)‏ هي لاعب شطرنج أمريكية، ولدت في 10 مايو 1954 في نيجني نوفغورود في روسيا.

## وصلات خارجية
- إستر إبستاين على موقع الاتحاد الدولي للشطرنج (الإنجليزية)
- إستر إبستاين على موقع مباريات الشطرنج (الإنجليزية)
- إستر إبستاين على موقع 365Chess.com (الإنجليزية)
- إستر إبستاين على موقع Chesstempo.com (الإنجليزية)
- إستر إبستاين على موقع الاتحاد الأمريكي للشطرنج (الإنجليزية)
- إستر إبستاين سجل أولمبياد الشطرنج للسيدات على موقع OlimpBase.org (الإنجليزية)